# آشکاداروو
آشکاداروو (انگلیسی: Ashkadarovo) یک شهرک در شهرستان زیلایرسکی استان باشقیرستان کشور روسیه است.